# 巴塞隆納猶太會堂

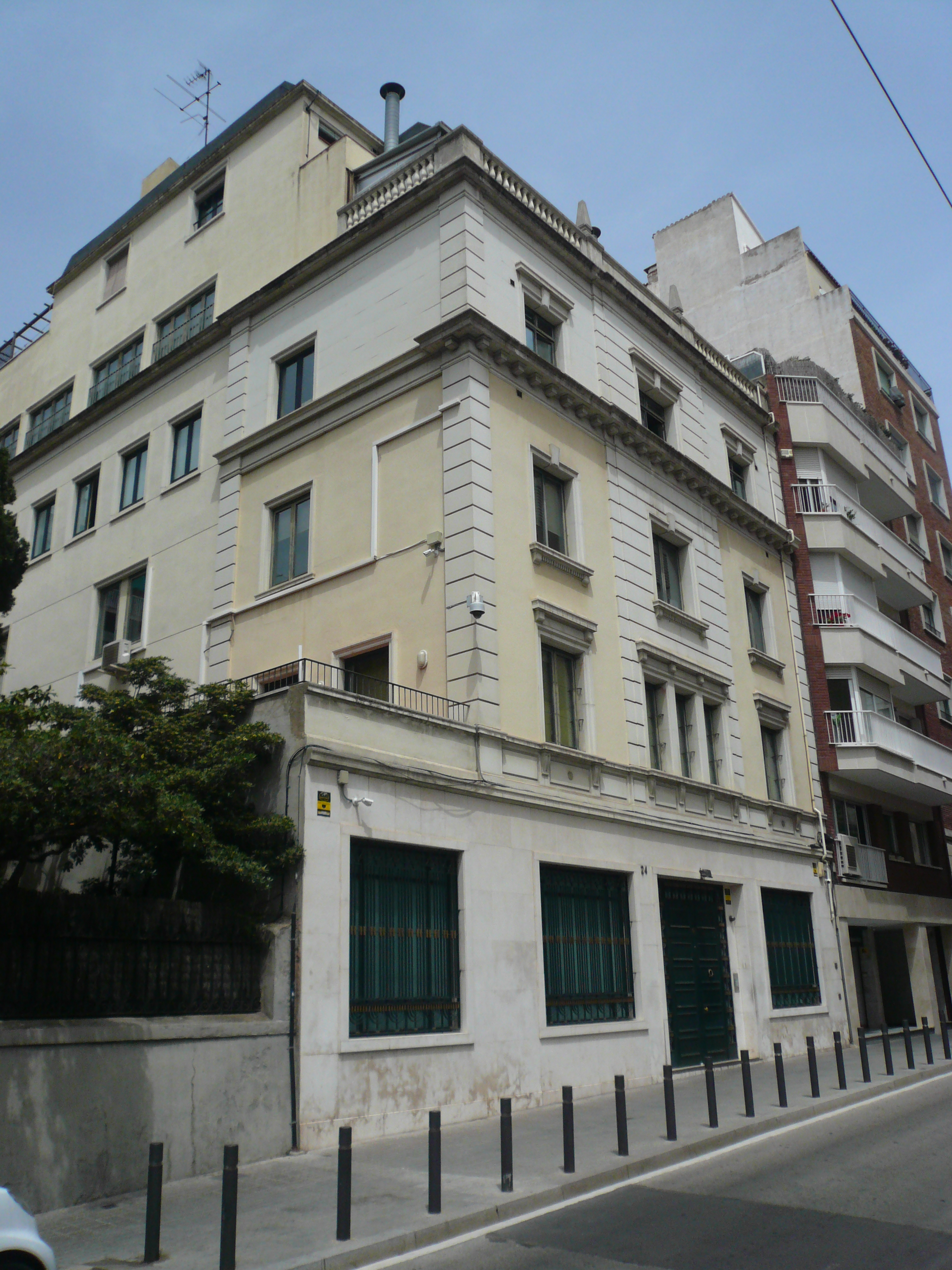

巴塞隆納猶太會堂（Synagogue of the Jewish Community of Barcelona） 是西班牙城市巴塞隆納的一座宗教建築，修建於1954年，服務當地的猶太人社區。這座建築有三層。